# Phyllanthus isomonensis
Phyllanthus isomonensis är en emblikaväxtart som beskrevs av Jacques Désiré Leandri. Phyllanthus isomonensis ingår i släktet Phyllanthus och familjen emblikaväxter. Inga underarter finns listade i Catalogue of Life.